# Mattawitchewan River
Der Mattawitchewan River ist ein 80 km langer linker Nebenfluss des Missinaibi River im Norden der kanadischen Provinz Ontario.

## Flusslauf
Der Mattawitchewan River hat seinen Ursprung an der Bifurkation Albany Forks des Oba River. Von diesem zweigt der Mattawitchewan River 4 km nördlich der Ortschaft Oba nach rechts ab. Der Mattawitchewan River fließt in überwiegend ostnordöstlicher Richtung. 25 km oberhalb der Mündung überquert er die Distriktgrenze vom Algoma District zum Cochrane District und nimmt dabei den Goat River von rechts auf. Schließlich erreicht der Mattawitchewan River 35 km oberhalb von Mattice den Missinaibi River. 